# Parodie

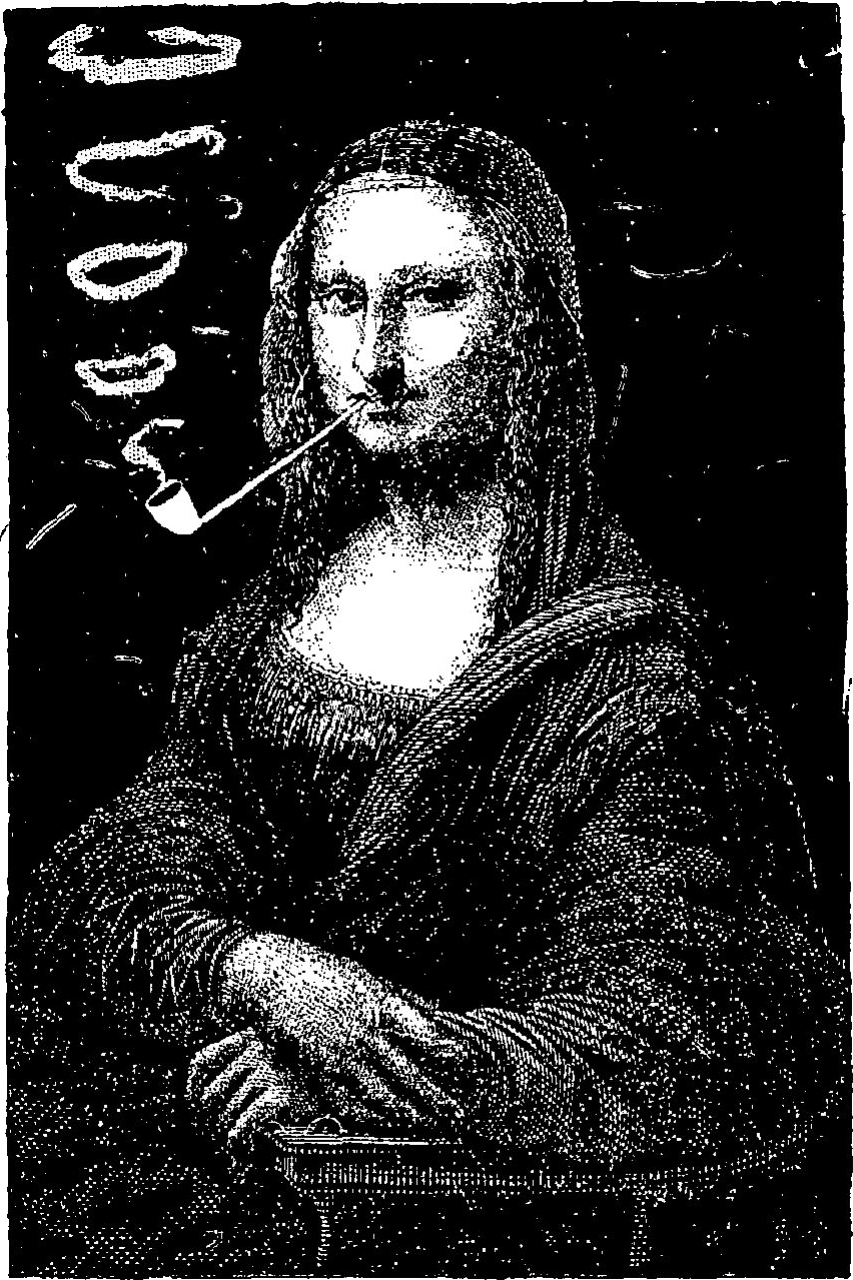
Parodie op Mona Lisa

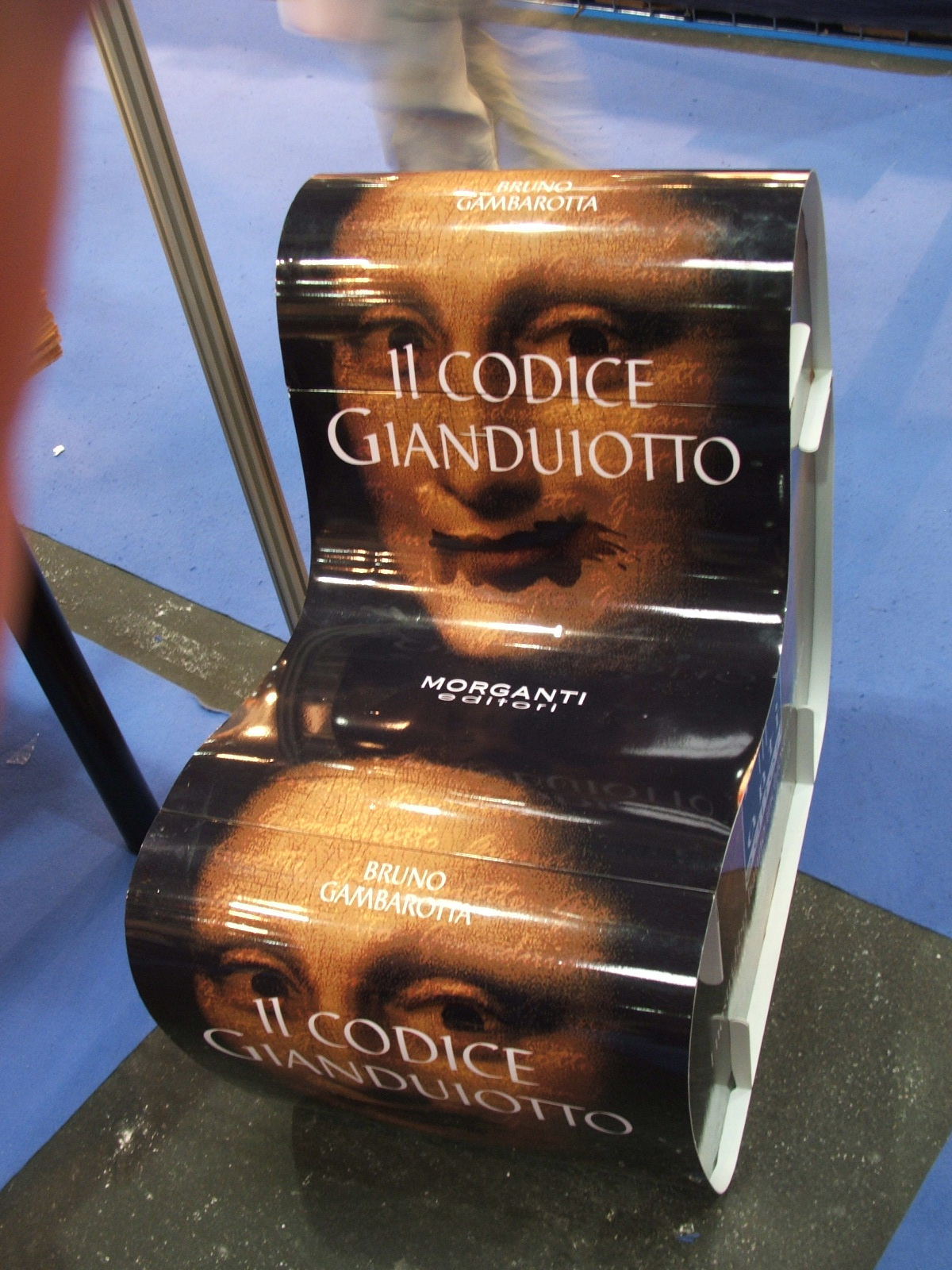
Parodie op Mona Lisa

Een parodie of persiflage is een spottende nabootsing van een gedicht, lied, film, toneelstuk, verhaal of andere kunstzinnige uiting. Vaak worden hierbij herkenbare eigenschappen van het origineel overdreven of uitvergroot.

## Beschrijving
In grote lijnen is een parodie een ondervorm van een satire: het verhaal (de tekst of het beeld) wordt op een ironische manier nagedaan. Dit kan zowel op een onschuldige als op een bijtende wijze gebeuren. Het succes van de parodie zal groter zijn naarmate het origineel bekender is en de geparodieerde (uitvergrote) elementen dus herkenbaarder zijn.
Sommige parodieën zijn inmiddels beroemder dan het kunstwerk dat oorspronkelijk gepersifleerd werd. Zo is het 18de-eeuwse boek An Apology for the Life of Mrs. Shamela Andrews of "Shamela" door Henry Fielding een parodie op het ooit zeer populaire, maar ondertussen haast vergeten boek Pamela door Samuel Richardson. De film Airplane! (1980) is inmiddels beroemder dan de vliegrampfilms die ermee belachelijk werden gemaakt.

## Oorspronkelijke betekenis
De term "parodie" is van Griekse oorsprong, waarin het een samenstelling is van para- ('naast') en oide ('lied'). Oorspronkelijk had de term "parodie" een volledig neutrale betekenis van 'imitatie' ('een lied naast een lied'), zonder dat er van satire sprake was. Tot en met de achttiende eeuw was het gebruikelijk om bijvoorbeeld muziek te hergebruiken. Een belangrijke reden hiervoor was dat muziekstukken op die manier bij meer gelegenheden ten gehore konden worden gebracht. Een componist als Bach maakte vele parodieën van eigen werk (zelfparodie). Hij verwerkte bijvoorbeeld een deel van een hoboconcert in een koor van een cantate of hij voorzag een aria uit een cantate van een nieuwe tekst voor een andere cantate of voor een van zijn passiemuzieken. Ook van het werk van anderen, zoals Vivaldi, Pergolesi en de broers Alessandro en Benedetto Marcello, maakte hij parodieën, volgens de principes van "translatio, imitatio en aemulatio", waarbij de parodie de fase van de "translatio (vertaling)" vertegenwoordigt. Hij en zijn tijdgenoten maakten parodieën dus zeker niet om het publiek te laten lachen om het origineel, maar integendeel uit bewondering, om ervan te leren of om de werken uit te kunnen voeren met andere muziekinstrumenten dan de oorspronkelijke.

## Juridische aspecten van parodieën
In de tijden waarin het begrip parodie ontstond, had niemand er bezwaar tegen als anderen dan de oorspronkelijke maker (delen uit) zijn werk opnieuw gebruikten. Tegenwoordig wordt daarover anders gedacht. Van een kunstenaar wordt originaliteit verwacht en wie iets overneemt van een ander, maakt zich in die opvatting schuldig aan plagiaat. Bovendien zijn er vaak zakelijke belangen mee gemoeid en het hergebruik van iemands werk wordt dan opgevat als diefstal.
Een parodist zou daardoor problemen kunnen verwachten. Voor een parodie is het immers nodig om herkenbare dingen over te nemen uit het origineel. Dat stuit op problemen met het auteursrecht, want men mag niet zomaar een nieuw verhaal met bestaande karakters van een ander maken. In 1984 besliste de Hoge Raad echter dat een parodie geen inbreuk is op de Auteurswet en dat men daarvoor herkenbare karakters, situaties en dergelijke over mag nemen uit het origineel. Sinds 2004 is het recht om een werk te parodiëren opgenomen in de Auteurswet onder artikel 18b, dat als volgt bepaalt:

Als inbreuk op het auteursrecht op een werk van letterkunde, wetenschap of kunst wordt niet beschouwd de openbaarmaking of verveelvoudiging ervan in het kader van een karikatuur, parodie of pastiche mits het gebruik in overeenstemming is met hetgeen naar de regels van het maatschappelijk verkeer redelijkerwijs geoorloofd is.

Het essentiële element is dat het moet gaan om een parodie die naar de regels van het maatschappelijk verkeer redelijkerwijs geoorloofd is. In Nederland wordt dan ook een open norm gehanteerd, zodat de nadere invulling door de rechter kan worden bepaald. Waar die grens precies loopt, is niet met zekerheid te stellen.
Toch mogen grenzen daarbij niet overschreden worden. In april 2010 werd aan YouTube verzocht een populaire reeks parodieën op de Duitse speelfilm Der Untergang weg te halen wegens schending van auteursrecht. Een groot aantal gebruikers had op scènes uit de film waar Bruno Ganz als Hitler in woede uitbarstte, zelfverzonnen ondertitels geplaatst rond komisch bedoelde onderwerpen.

## Voorbeelden van satirische parodieën

### Literair
- De binnenring van Holland door Gerrit Komrij, een parodie op Herinnering aan Holland van Hendrik Marsman, die de economische mentaliteit van Nederland bekritiseert.
- Don Quichot door Miguel de Cervantes is een parodie op de heldhaftige ridderromans.
- Candide van Voltaire is een parodie op de optimistische levensfilosofieën van Gottfried Wilhelm Leibniz.
- An Apology for the Life of Mrs. Shamela Andrews of "Shamela" door Henry Fielding parodieert Pamela door Samuel Richardson.
- "Grassprietjes van Cornelis Paradijs", het alter ego van een groep Tachtigers, onder wie Frederik van Eeden, waarmee zij de toen populaire "domineespoëzie" van dichters als Nicolaas Beets en J.J.L. ten Kate op de hak namen.
- Dieuwertje Diekema van Kees Stip, een parodie op Maria Lécina van J.W.F. Werumeus Buning (de parodie is bijna bekender dan het origineel - wordt zelfs voor origineel aangezien).
- Het water de stank van Gerrit Komrij, een milieukritische parodie op De moeder de vrouw (zie Sonnet) van Martinus Nijhoff.
- Wenken voor de bescherming van uw gezin en uzelf, tijdens de Jongste Dag van Harry Mulisch, als parodie op enkele overheidsbrochures tijdens de Koude Oorlog over wat te doen in geval van een atoomaanval ("Wenken voor de bescherming van uw gezin en uzelf").
- Barry Trotter is vanzelfsprekend een parodie op Harry Potter.
- Rien Poortvliet en Wil Huygens kabouterboeken, Leven en werken van de Kabouter en De oproep der kabouters zijn een parodie op biologische en sociologische boeken.
- Roald Dahls Gruwelijke rijmen parodiëren bekende sprookjes.
- Rody Chamuleau & J.A. Dautzenberg verzamelden in Ik ben geboren in Apeldoorn. Groot parodieënboek (1994) parodieën, pastiches en andere transformaties van Nederlandstalige auteurs in poëzie en proza.

### Strips
- "Ridder Bauknecht" door Jeroom is een parodie op "De Rode Ridder" door Willy Vandersteen.
- Willy Linthouts eenmalige album, "De Zeven van Zeveneken" (1982), parodieerde Nero.
- De keizerkraker is een parodie op Suske en Wiske.
- De glunderende gluurder is een pornografische parodie op Suske en Wiske. Er bestaan overigens heel wat pornografische parodieën op bekende stripfiguren, waaronder de reeks Stripspotters.
- Paniek in Stripland is een parodie op strips in het algemeen en diverse andere stripfiguren.
- Het Kiekeboealbum Album 26 maakt het medium strip en ook de reeks "Kiekeboe" zelf belachelijk.
- In het "De Kiekeboes"-album Vrouwen komen van Mars belanden de Kiekeboes in de strip "Stiefbeen en zoon", die stilistisch een parodie is op bekende Vlaamse strips uit de jaren 40 en 50.
- De piraten in de strip Asterix waren oorspronkelijk bedoeld als eenmalige parodie op de hoofdpersonages uit de strip Roodbaard, die net als "Asterix" in het blad "Pilote" verscheen. De personages werden echter zo populair dat ze een vast onderdeel van de reeks zijn geworden, terwijl Roodbaard inmiddels grotendeels vergeten is.
- De eerste drie pagina's van het Gilles de Geus-album, "Willem de Zwijger", parodiëren de introductiescène uit elk Asterixalbum.
- De Kleine Robbe was oorspronkelijk bedoeld als een parodie op Robbedoes, maar is inmiddels ook als op zichzelf staande strip populair geworden.
- In het Dommelalbum "De pij maakt de pater niet" worden verschillende strips die destijds in het weekblad "Kuifje" liepen geparodieerd: Blake en Mortimer, Buddy Longway, Rik Ringers, Bernard Prince,...
- Robin Hoed is een parodie op Robin Hood.
- Mad Magazine staat ook bekend om zijn verschillende parodieën op stripreeksen, films, televisieseries,....
- Oom Wim door René Windig en Eddie De Jong is een parodie op De verhalen van Oom Wim
- Donald Duck (weekblad), waarin diverse programma's, bedrijven en beroemdheden uit binnen- en buitenland worden geparodieerd.

### Internet
- Oncyclopedia Neerlandica (voorheen Onziclopedie), een parodie op Wikipedia.
- De Speld, De Rechtzetting, The Onion en Het Late Nieuws,[1] satirirsche nieuwswebsites waarop de spot wordt gedreven met allerlei onderwerpen uit de actualiteit.

### Film
Er bestaan heel wat parodiefilms waarin andere films belachelijk worden gemaakt.
- De tekenfilms van Tex Avery en de Looney Tunes maakten geregeld gebruik van parodie en satire.
- De originele versie van The Nutty Professor (1963) is een parodie op het boek The Strange Case of Dr Jekyll and Mr Hyde.
- De komedies van Mel Brooks dreven vaak de spot met bepaalde filmgenres: Blazing Saddles (westerns), Young Frankenstein (de Frankenstein-films), Silent Movie (de stomme film), High Anxiety (Hitchcock), Spaceballs (sciencefiction), Robin Hood: Men in Tights (Robin Hood) en Dracula: Dead and Loving It (Dracula).
- Tarzoon, la honte de la jungle (1975) door Picha is een parodie op Tarzan.
- Airplane! (1980) parodieerde specifiek de films Zero Hour (1957) en Airport (1970) en alle clichés uit rampenfilms met vliegtuigen.
- The Naked Gun-films en de film Hot Fuzz (2007) persifleren politie- en actiefilms.
- De Scary Movie-films parodiëren zowat elke griezel- en horrorfilm.
- Not Another Teen Movie (2001) is een parodie op jongerenfilms.
- De Hot Shots-films parodiëren actiefilms als Top Gun en Rambo.
- James Bond is wellicht de vaakst geparodieerde filmreeks: Casino Royale, Spy Hard, Austin Powers, Johnny English, Kingsman: The Secret Service,...
- Monty Python and the Holy Grail (1975) is een parodie op Koning Arthur en de legende van de Heilige Graal
- Films als Attack of the Killer Tomatoes (1978) and Mars Attacks! (1995) persifleren invasie-films uit de jaren 50.
- Kung Fu Hustle (2004) is een Chinese film die het martial arts-genre belachelijk maakt.
- De Shrek-films parodiëren bekende sprookjes, maar ook filmscènes.
- Ook een populaire vorm van parodie is de mockumentary: een parodie op een documentaire rond een specifiek onderwerp. Een bekend voorbeeld is This is Spinal Tap (1984) (een parodie op heavy metal-cultuur).

### Televisie
- In The Simpsons, Futurama, South Park en Family Guy worden diverse maatschappelijke, culturele, politieke en sociale zaken geparodieerd, waaronder ook beroemde filmscènes. Bepaalde personages uit The Simpsons zijn ook begonnen als parodieën, maar geleidelijk aan tot volwaardige personages geëvolueerd. Voorbeelden zijn Rainier Wolfcastle (parodie op Arnold Schwarzenegger), Professor Frink (parodie op Jerry Lewis in The Nutty Professor), Gil Gunderson (parodie op het personage Shelley Levene in de film Glengarry Glen Ross), Drederick Tatum (parodie op Mike Tyson), Bumblebee Man (parodie op de tv-figuur El Chapulín Colorado).
- In The Simpsons is de extreem gewelddadige tekenfilmserie The Itchy & Scratchy Show een parodie op Tom en Jerry en typisch tekenfilmgeweld.
- Alles Kan Beter parodieerde geregeld onbedoeld hilarische televisiebeelden.
- De uitzendingen van Van Kooten en De Bie bevatten diverse parodieën en satires op Nederlandse maatschappelijk-sociale toestanden.
- Kreatief met Kurk is een parodie op doe-het-zelf en knutselprogramma Kreatief met karton.
- 30 Minuten, Het Geslacht De Pauw en In de gloria parodieerden reality-tv, human interest en documentaires.
- Diverse items in In de gloria waren parodieën op gelijksoortige items in Man Bijt Hond.
- Police Squad! dreef de spot met politieseries.
- Soap was een soap die het genre zelf op bijzonder overdreven wijze parodieerde.
- Het onderdeel Ridder Rob in Koefnoen is een parodie op de kinderprogramma's van Studio 100.
- Het kinderprogramma Bassie en Adriaan werd onder meer gepersifleerd als Arie en Bastiaan.
- Chris Van den Durpels typetje, Pol Schampers, is een parodie op Paul Jambers.
- Inspecteur Tampert in Jiskefet was een parodie op Derrick.
- De Jos Bosmans Show in Het Leugenpaleis en Het Peulengaleis is een parodie op BRT-televisieshows uit de jaren 50 en 60.
- The Daily Show with Jon Stewart persifleert rechts-conservatieve, Republikeinse televisieprogramma's.
- Beavis and Butt-Head waren volgens de makers bedoeld als parodie op de gemiddelde, hersenloze, tv-verslaafde tiener.
- Het onderdeel Wally in Space in Lava was een parodie op Star Trek.
- Ook in Buiten De Zone, Willy's en Marjetten en Neveneffecten zaten diverse eenmalige parodieën.
- Pittige tijden is een parodie op de soap Goede tijden, slechte tijden, gemaakt door Carlo & Irene in het voormalig kinderprogramma Telekids.
- De wereld slaat door (parodie op De Wereld Draait Door, door Carlo & Irene in Life & Cooking)
- De TV Kantine (door Carlo & Irene in Life & Cooking)
- De Dik Voormekaarshow persifleerde diverse Bekende Nederlanders.
- De Britse sitcom 'Allo 'Allo was qua thematiek en personages een parodie op de dramaserie Secret Army.
- How To Irritate People is een parodie op instructiefilms.
- That's My Bush! was deels een parodie op Amerikaanse sitcoms, deels een parodie op de Amerikaanse politiek.
- In Koefnoen worden vaak actuele dingen geparodieerd.
- In Tegen de Sterren op worden bekende mensen en televisieprogramma's gepersifleerd.
- Not the Nine O'Clock News stond ook bekend om zijn parodieën op populaire tv-figuren, politici en muzikale artiesten.
- Spitting Image plaatste beroemdheden geregeld in een setting die bekende films of tv-series parodieerde.

### Muziek
- The Ritz Roll And Rock, een nummer uit de film Silk Stockings dat gezongen werd door Fred Astaire, is een parodie op het genre Rock-'n-roll.
- Camille Saint-Saëns parodieerde in Le Carnaval des Animaux tijdens "Tortues" (schildpadden) Jacques Offenbachs "L' orphée dans l' enfer" en tijdens "L' élephant" (de olifant) Hector Berlioz' "Dans van de luchtgeesten".
- Igor Stravinsky parodieerde in zijn neoclassicistische composities, zoals Pulcinella, 18de-eeuwse en 19de-eeuwse klassieke muziek.
- De Amerikaanse orkestleider Spike Jones parodieerde veel hits uit de jaren 40 en 50.
- The Rutles zijn een parodie op The Beatles.
- De groep Spinal Tap in de gelijknamige film This Is Spinal Tap is een parodie op heavy metal rock groepen.
- De hoes van het Frank Zappa-album We're Only In It For The Money (1968) drijft de spot met de hoes van het Beatles-album Sgt. Pepper's Lonely Hearts Club Band (1967).
- Frank Zappa parodieerde veel muzikale stijlen en artiesten tijdens zijn carrière. Zijn plaat Cruisin' With Ruben & the Jets (1968) is een parodie op en ode aan doowop. Op het album Sheik Yerbouti (1979) parodieerde hij het lied "I'm in you" door Peter Frampton als "I Have Been In You". Tijdens het nummer "Flakes" imiteert een zanger tijdens een kort intermezzo Bob Dylans zanggeluid.
- The Clement Peerens Explosition parodieert het machogedrag van rockgroepen en Antwerpenaars.
- Het nummer "Spraakwater" door Extince werd ooit door de Osdorp Posse geparodieerd als "Braakwater".
- De zingende Amerikaanse komiek "Weird Al" Yankovic staat bekend om zijn vele muzikale parodieën op hits, waarbij hij een muzikaal zo trouw mogelijke coverversie uitvoert met een alternatieve tekst. Hoewel dit zijn bekendste nummers zijn, heeft hij evenveel eigen nummers waarin hij niet een specifieke hit, maar de stijl van een muzikant parodieert.
- André van Duin heeft tijdens zijn carrière ook geregeld parodieën op bestaande nummers gemaakt, zoals "De tamme boerenzoon" (parodie op "De wilde boerndochtere" door Ivan Heylen) en "Doorgaan" (parodie op Ramses Shaffy's "We zullen doorgaan").
- Gabber Piets lied "Hakke en Zage" (1996) parodieert het openingsthema van het kinderprogramma Peppi en Kokki, evenals het gabbermilieu.
- De videoclip Stupid Girls (2006) door zangeres P!nk spotte met diverse vrouwelijke beroemdheden, alsook meelopersgedrag, vrouwen die geobsedeerd zijn door uiterlijk, plastische chirurgie, afvallen, enzovoort.
- Het lied " Stoont als een Garnaal" door Van Kooten en De Bie is een parodie op carnavalskrakers.
- Het nummer "Mannen worden ouder" door Van Kooten en De Bie parodieert op groteske en choquerende wijze "Het werd zomer" door Rob de Nijs.
- Tijdens The Million Dollar Quartet parodieerde Elvis Presley Rip It Up van Little Richard, door te zingen: "Well, it's saturday night and I just got laid." in plaats van: "Well, it's saturday night and I just got paid."
- Bobby Darin zong live in het Flamingo Las Vegas een parodie op I Walk The Line van Johnny Cash door te zingen:"I keep my pants up with a piece of twine" in plaats van: "I keep a close watch on this heart of mine".
- De Vlaamse groep De Strangers bouwde een hele carrière op het parodiëren van populaire hits. Ze deed dit door zelfbedachte teksten over de oorspronkelijke melodieën heen te zingen.
- Liam Lynch heeft verschillende nummers opgenomen waarin hij andere zangers parodieert, zoals David Bowie, Björk, Pixies en Depeche Mode.
- De Italiaanse powermetalband Nanowar of Steel maakt muziek die de draak steekt met het (power)metalgenre. Ook hebben ze nummers gemaakt waarin de specifieke stijl van bands zoals Manowar, Rhapsody of Fire, Alestorm en Sabaton wordt geparodieerd. De naam van de band is ook een verwijzing naar die van zowel Manowar en Rhapsody of Fire.
- Zie ook: Lijst van Nederlandstalige parodieën op Nederlandstalige nummers, Lijst van Nederlandstalige parodieën op Engelstalige nummers en Lijst van Nederlandstalige parodieën op anderstalige nummers.

### Overig
- Samen met 58 andere kunstenaars creëerde Banksy in een leegstaand zwembad het themapark Dismaland, een lugubere imitatie van Disneyland.[2]
- Het Ros Balatum is een Aalsterse carnavalstraditie en een parodie op het Ros Beiaard van Dendermonde. Het Ros Balatum gaat elk jaar mee in de optocht van Aalst Carnaval.